# Nacimiento (ort i Chile)
Nacimiento är en ort i Chile.   Den ligger i provinsen Provincia de Biobío och regionen Región del Biobío, i den södra delen av landet, 500 km söder om huvudstaden Santiago de Chile. Nacimiento ligger 95 meter över havet och antalet invånare är 21 220.
Terrängen runt Nacimiento är kuperad västerut, men österut är den platt. Det finns inga andra samhällen i närheten.
I omgivningarna runt Nacimiento växer i huvudsak städsegrön lövskog. Runt Nacimiento är det ganska glesbefolkat, med 38 invånare per kvadratkilometer.